# كلية خفية

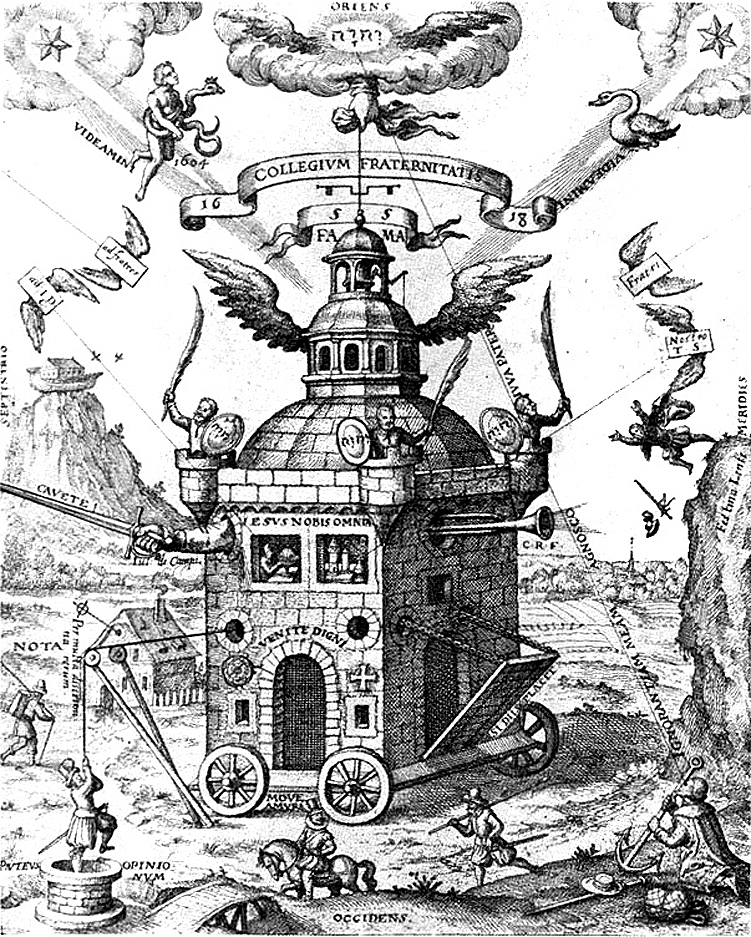
صورة رمزية روسيكروسيانيسمية كلية الخفية

الكلية الخفية أو الكلية غير المرئية (Invisible College) هي الأصل الممهد للجمعية الملكية في المملكة المتحدة. وكانت تتألف من مجموعة من «فلاسفة الطبيعية» (عرفوا فيما بعد بالعلماء) منهم روبرت بويل، جون ويلكنز، جون واليس، ايفلين جون، روبرت هوك، ورين كريستوفر ووليام بيتي. واستعمل هذا الاسم لأول مرة في رسائل بويل التي كتبها بين عامي 1646 و1647، وأشار إلى «كليتنتا غير المرئية» أو «كلية فلسفتنا». والجامع المشترك للمجموعة كان اكتساب المعرفة من خلال التحقيق التجريبي.
بدورها كانت «الهارتليبية»، وهي مجموعة تحلقت حول صموئيل، هارتليب كانت سابقة وممهدة لكلية الخفية.
كان كلببر تشيني وبنيامين رسلي مهتمين بالخيمياء، بالإضافة للمواضيع الزراعية.

## القرن السابع عشر
وأصبحت فكرة الكلية المرئية مؤثرة في أوروبا القرن السابع عشر، وعلى وجه الخصوص في شكل شبكة من علماء أو مثقفين يتبادلون الأفكار. ويعتبر هذا النموذج بديلا للمجلة التعليمية التي كانت مهيمنة في القرن التاسع عشر. وتمثلت فكرة الكلية الخفية على شكل شبكة من الفلكيين والأساتذة وعلماء الرياضيات والفلاسفة الطبيعيين الأوروبيين من حقبة القرن 16. وعلماء مثل يوهانس، كيبلر جورج يواكيم ريهتوس، وجون دي تايكو براهي مرروا المعلومات والأفكار لبعضهم البعض من خلال الكلية. من كثر الطرق التي استعملت للاتصال بينهم كان عن طريق كتابة شروح في هوامش الكتب التي كانت تستعار، أو تمنح أو تباع.

## تطبيق معاصر
يشير المصطلح الآن إلى الانتقال الحر للفكر والخبرة التقنية، وعادة ما تنفذ من دون إنشاء مرافق معينة أو مؤسساتية، والتي تنتشر عبر نظام ارتباط فضفاض من التخاطب، أو نظان نشرة أو عن طريق المقايضة (أي تجارة المعرفة أو الخدمات) أو التدريب المهني. شملت فيما مضى أجوانب معينة من الجمعيات الهيغلية السرية.
ومثال عليها في مجالات الآداب والعلوم الإنسانية هو دراسة تاريخ السينما، والتي كان لمؤرخيها لعقود طويلة غير أكاديميين. فمثلا، تألفت جمعية المحافظة على الموسيقى السينمائية م، فيلم واحد من أفراد من خارج العالم الأكاديمي.
فكرة الكلية الخفية تماثل فكرة النقابة القديمة، إلا أنها لا تعير أي اعتبار للشهادات والخبرات المدرسية أو الفنية أو السياسية. انها مجرد محاولة للالتفاف على العقبات البيروقراطية أو النقدية بفت المجال لالأفراد والجماعات المدنية التي هي على دراية أو خبرات معينة. وهي تفضل بشكل عام في مشاركة خبراتها مع المهنيين وتعزيز خبراتها من خلال التعاون. غالبا ما يسمى أعضاء أي كلية مخفية بباحث مستقل.
وباختصار، فإن الكلية المرئية هي نظام تعليم على مستوى القاعدة.

## القراءات الأخرى
- روبرت لوماس، الكلية الخفية: الجمعية الملكية، والماسونية وولادة العلم الحديث، كتاب هدنغ للنشر، 2002